# گنجشک‌های راستین
گنجشک‌های راستین یا گنجشک‌های جهان قدیم (نام علمی: Passer) نام سرده‌ای از پرنده‌های تیره گنجشکان است که شامل گنجشک‌های خانگی و گنجشک‌های درختی می‌شود. این پرندگان از جمله شناخته‌شده‌ترین و پرتعدادترین پرندگان جهان به شمار می‌روند. آن‌ها نوک به نسبت ضخیمی برای خوردن دانه‌های گیاهی دارند و رنگ بال‌هایشان اغلب خاکستری یا قهوه‌ای است.
گنجشک‌های اصلی محلی بر قدیم هستند، ولی به دیگر نقاط جهان نیز معرفی شده‌اند.

## گونه‌ها
- گنجشک تاغ، Passer ammodendri
- گنجشک خانگی، Passer domesticus
- گنجشک ایتالیایی، Passer italiae
- گنجشک سینه‌سیاه، Passer hispaniolensis
- گنجشک بلوچی، Passer pyrrhonotus
- گنجشک سومالی، Passer castanopterus
- گنجشک حنایی or Cinnamon Sparrow، Passer rutilans
- گنجشک پشت‌ساده or Pegu Sparrow، Passer flaveolus
- گنجشک رودخانه‌ای، Passer moabiticus
- گنجشک ایاگو or Cape Verde Sparrow، Passer iagoensis
- گنجشک بزرگ، Passer motitensis
- گنجشک کنیا، Passer rufocinctus
- گنجشک کردفان، Passer cordofanicus
- گنجشک شلی، Passer shelleyi
- گنجشک سقطرا، Passer insularis
- گنجشک عبد الکوری، Passer hemileucus
- گنجشک دماغه or Mossie، Passer melanurus
- گنجشک سرخاکستری شمالی، Passer griseus
- گنجشک سوینسون، Passer swainsonii
- گنجشک نوک‌طوطی، Passer gongonensis
- گنجشک سواحلی، Passer suahelicus
- گنجشک سرخاکستری جنوبی، Passer diffusus
- گنجشک بیابانی، Passer simplex
- گنجشک درختی، Passer montanus
- گنجشک طلایی سودان، Passer luteus
- گنجشک طلایی عربی، Passer euchlorus
- گنجشک خرمایی، Passer eminibey